# Pinturas de San Pedro de Arlanza

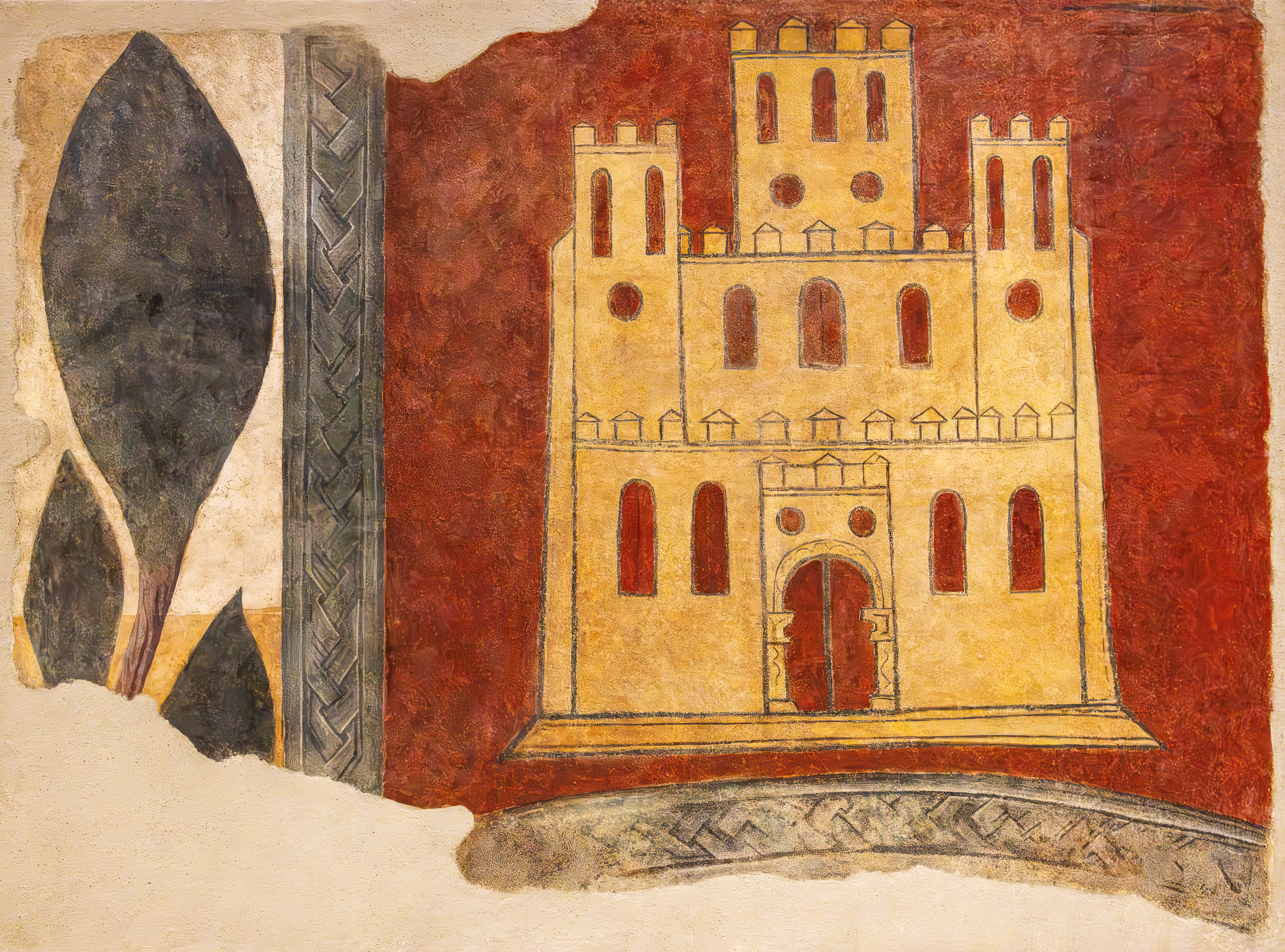
Castillo (139,5 x 189,5) fresco traspasado a lienzo.

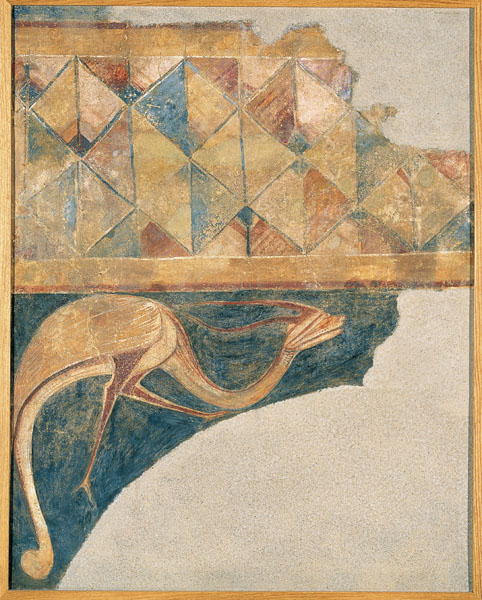
Ave y cenefa en el MNAC.

Las Pinturas de San Pedro de Arlanza son un conjunto de pinturas al fresco procedentes de la decoración mural de la Torre del Tesoro situada sobre sala capitular de la abadía benedictina de San Pedro de Arlanza, en Castilla y León, España. Los restos de aquella decoración se encuentran dispersos entre el Museu Nacional d'Art de Catalunya de Barcelona, que custodia seis fragmentos, el Fogg Art Museum y The Cloisters de los Estados Unidos, restando un fragmento en colección particular.

## Procedencia
Las pinturas decoraban una sala cuadrada de diez metros por lado, situada en el piso superior de una torre del ángulo sudeste de la iglesia del monasterio de San Pedro de Arlanza, de finales del siglo XI, la comunicación de esta sala con la iglesia se efectuaba a través de una puerta situada en el muro norte. Los frescos de carácter profano, estaban situados en la parte alta de las paredes donde se encontraban las ventanas que daban luz a la estancia. A principios del siglo XX sufrió un hundimiento la cubierta y su degración puso al descubierto las pinturas que también sufrieron graves destrozos.
El proceso de arrancamiento y compra se produjo poco antes del año 1929, el hecho lo favoreció la desamortización de Mendizábal de 1835 y el consiguiente abandono monacal (las pinturas se encontraron en la parte del monasterio que había pasado a manos privadas).

## Descripción
La mayor parte de la pintura mural románica conservada es de temática religiosa, pero también podemos encontrar decoraciones de carácter cortesano o profano en grandes centros monásticos, como es el caso de San Pedro de Arlanza, en Castilla. Este fragmento proviene de una sala de carácter palatino de la llamada Torre del Tesoro, sobre la sala capitular, donde había representaciones zoomórficas inspiradas en el bestiario. Hoy vemos en estas pinturas un grifo, ser fantástico con cuerpo de león y torso de águila, en una actitud vigilante. El estilo de las pinturas de Arlanza se relaciona con otras obras hispánicas del 1200 de clara influencia de la miniatura inglesa, lo cual puede apreciarse en el refinamiento y la precisión de los motivos, combinado con su monumentalidad.
Otros fragmentos conservados en el MNAC, son los que se aprecian, en primer lugar un castillo enmarcado por una estilización vegetal en su parte izquierda y que estaba situado sobre la puerta del muro norte y otro, en la enjuta del arco de la ventana que un animal fantástico de ave con cabeza de serpiente con cuernos. De la pared de levante hay un fragmento que representa la figura de cuadrúpedo enmarcado por arquitecturas parcialmente perdidas y de esta misma parte mural la figura de un pájaro perteneciente a la enjuta de la derecha. Por último el sexto fragmento perteneciente al museo barcelonés corresponde al friso inferior izquierdo donde se pueden apreciar un par de simios. Entraron en el museo por adquisición en el año 1943.

## Análisis

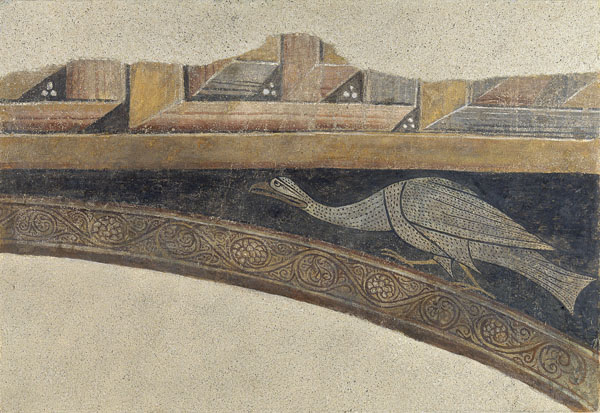
Greca y ave en la enjuta de Arlanza (MNAC).

La obra es un conjunto decorativo heterogéno con un esquema simétrico bastante riguroso, aunque no llega a respetar las medidas proporcionales de las figuras representadas. Así se puede apreciar que el fondo y las escenas del friso inferior siguen una línea uniforme, que se pierde en cuanto a la ordenación de los cuadros centrales, que parecen haber tenido como modelo a miniaturas de bestiarios ingleses de finales del siglo XII. No parece seguir, sin embargo, la intención moralizante de estos bestiarios, más bien es empleado como un repertorio secundario para rellenar el conjunto del ciclo mural profano aunque las interpretaciones al respecto son variables. En este sentido recientemente han sido interpretadas en el contexto ornamental de una sala o celda abacial.
Entre las comparaciones con este ciclo de pintura mural, se encuentra la del león-grifo alado de Arlanza con el dibujado debajo de la figura del rey Alfonso IX en el folio 62 del Tumbo A del Archivo-Biblioteca de la Catedral de Santiago de Compostela (1208-1216) Otro paralelo existe con la decoración de la sala capitular del aragonés monasterio de Sixena, donde llegan algunos autores como Cook y José Gudiol Ricart a darlos como del mismo autor.. Alguna iconografía con interpretación similar se ha llegado a apuntar entre Arlanza y los animales músicos de Sixena y entre los elementos de decoración secundaria que ocupan los espacios como las enjutas y los arcos de Sixena..

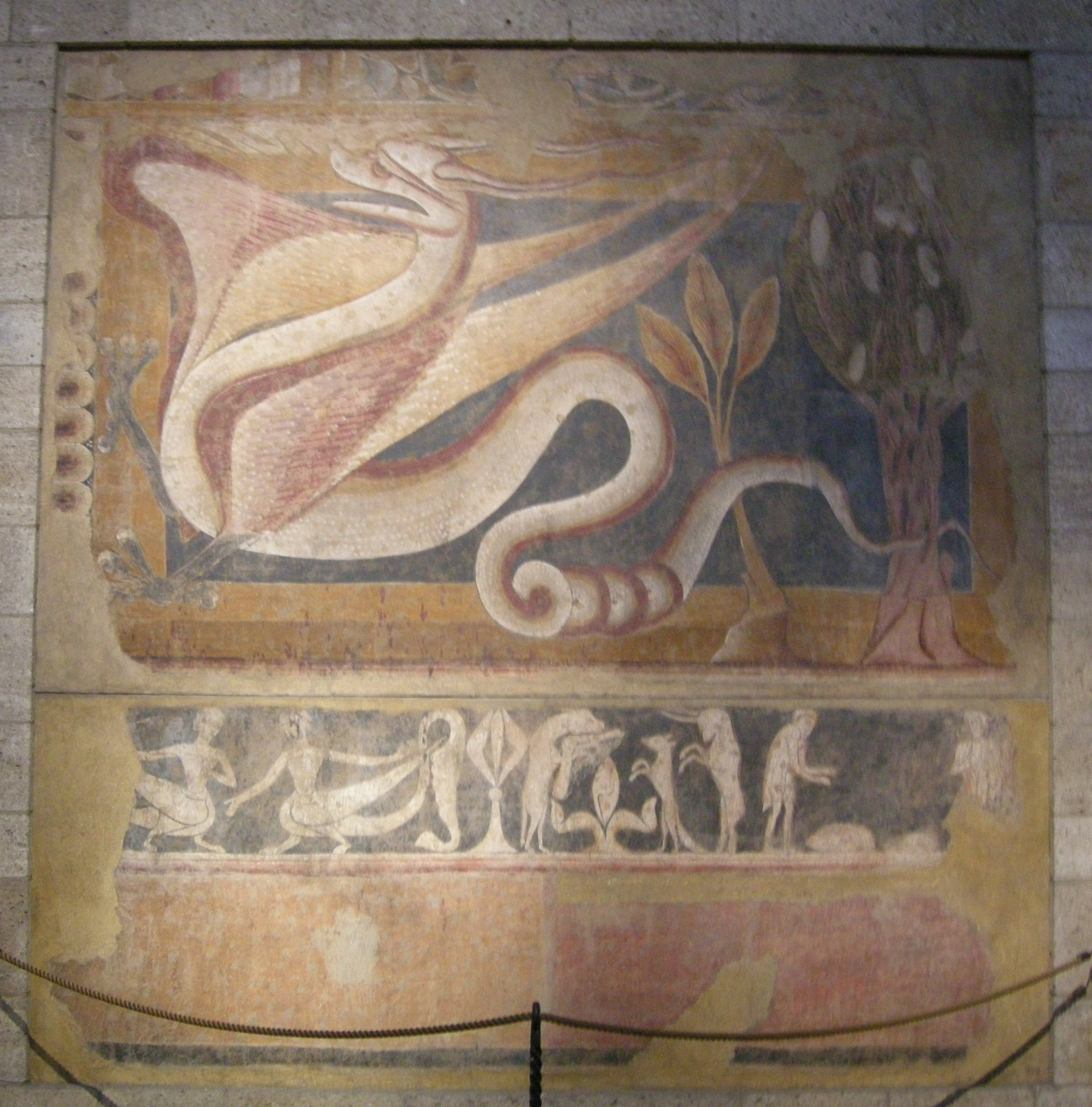
Dragón en The Cloisters de Nueva York
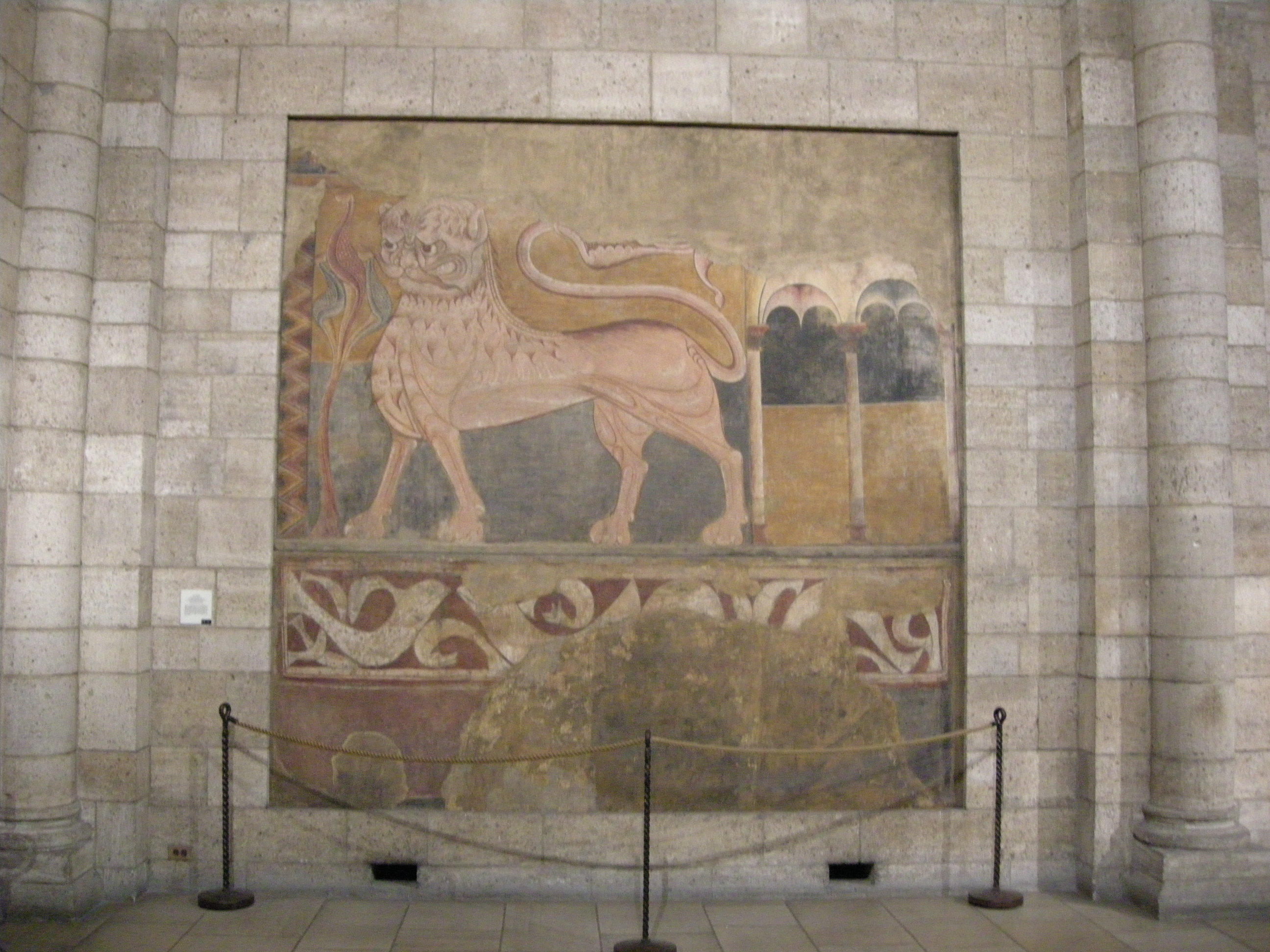
León en The Cloisters de Nueva York.
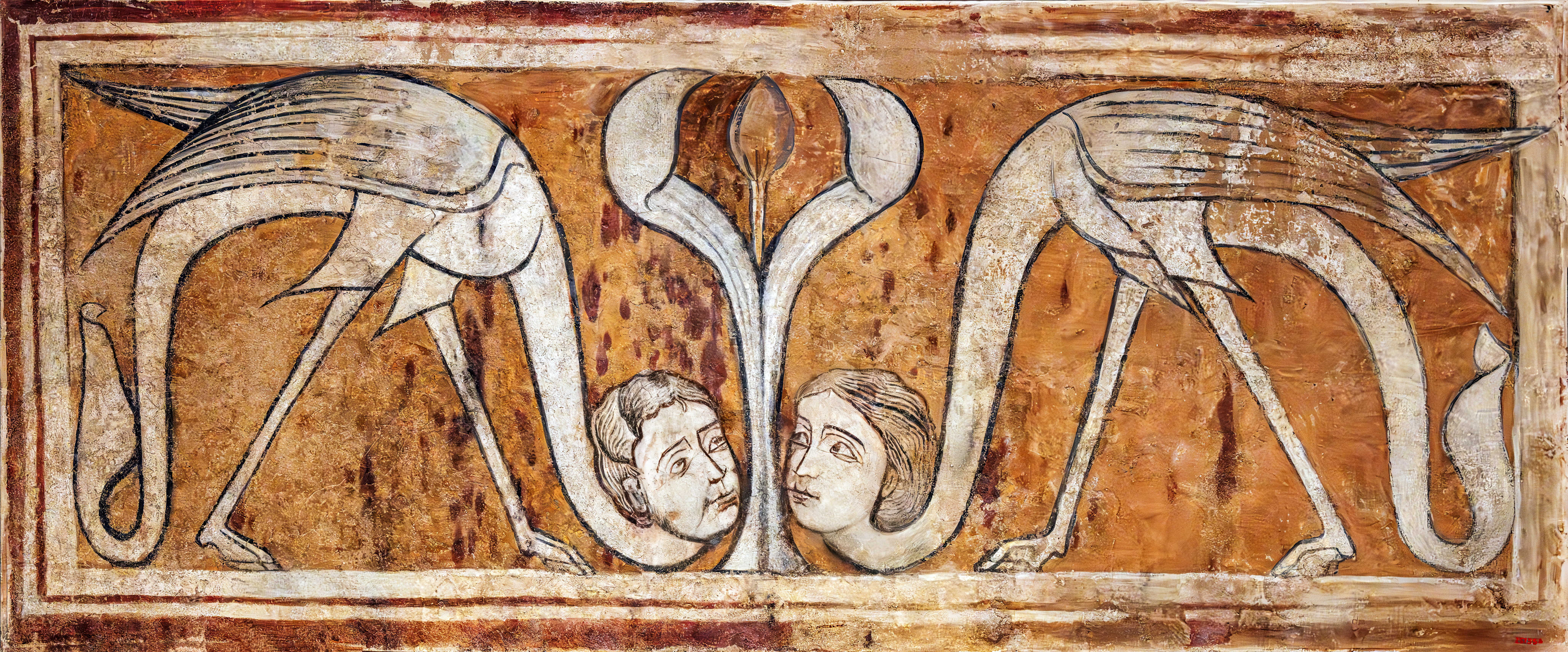
Sirenas pájaro, MNAC